# K-pop-együttesek listája

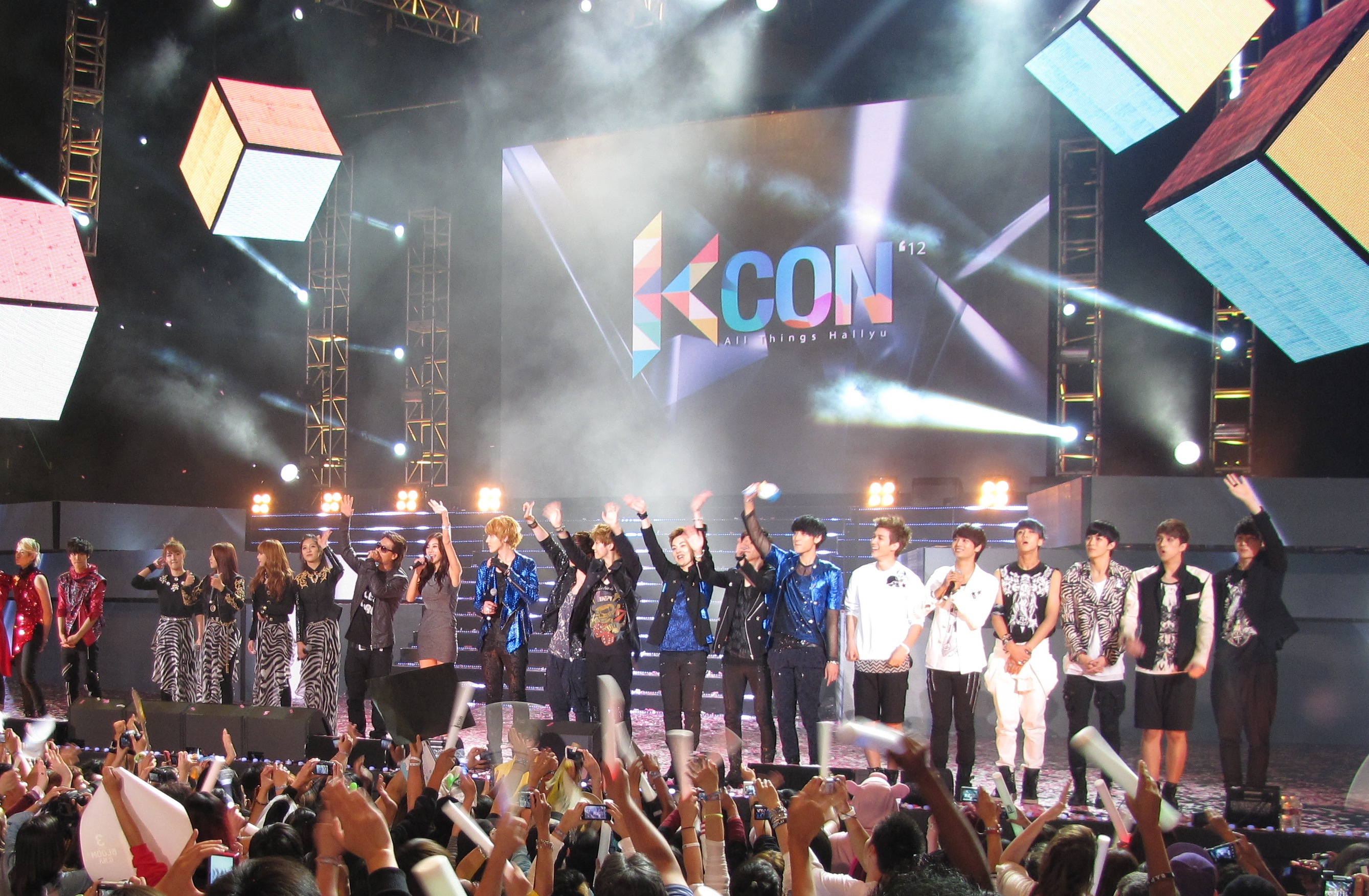
Koreai idolegyüttesek a 2012-es KCON-on

Dél-Koreában az idolegyüttesek megjelenése a Seo Taiji and Boys 1992-es debütálása utánra tehető, mivel az ő megjelenésüket tartják a K-pop fordulópontjának. 2012-ben rekordszámú új idolegyüttes debütált: 24 fiúegyüttes és 32 lányegyüttes.
A lista évtizedek szerint, debütálási év alapján csoportosítja az együtteseket.